# 李鏞 (嘉靖進士)
李鏞（？—？），字伯音，山西平阳府曲沃县人，明朝政治人物、同進士出身。禮部尚書李浩之子。

## 生平
正德二年（1507年）丁卯科山西鄉試舉人，嘉靖五年（1526年），登丙戌科进士，授知縣。九年（1530年）十一月选授福建道试御史，復除河南道御史，二十四年七月升應天府府丞，二十八年二月改任順天府府丞。
娶許氏。子李承華，侄子李承志皆为进士。曾孫李建泰，天啓進士。